# KAI KF-21 Boramae
Le KF-21 Boramae (anciennement appelé KF-X) est un avion multirôle de génération 4,5+ en cours de développement par Korea Aerospace Industries (KAI) destiné à la force aérienne de la République de Corée (Republic of Korea Air Force ou ROKAF). Le programme est initié par la Corée du Sud en partenariat avec l'Indonésie qui pourrait en équiper son armée de l'Air,. C'est le second programme de développement d'un avion de combat par la Corée du Sud après le KAI T-50 Golden Eagle.
Le but est de remplacer les F-4 Phantom II et F-5E/F Tiger II vieillissants. Le prototype est dévoilé en avril 2021 ; le premier vol a lieu en juillet 2022.

## Historique
Le projet de chasseur à réaction polyvalent avancé KF-X, destiné à produire des avions de combat modernes pour remplacer les avions vieillissants comme le F-4D/E Phantom II et le F-5E/F Tiger II de la Corée du Sud, a été annoncé pour la première fois en mars 2001 par le président sud-coréen Kim Dae-jung lors d'une cérémonie de remise des diplômes de l'Académie de l'armée de l'air de Corée. Les exigences en matière de recherche et développement ont été déterminées par les chefs d'état-major interarmées en 2002. Le projet a été considéré comme extrêmement ambitieux, le Korea Institute for Defense Analyses (KIDA, un groupe de réflexion du ministère de la Défense) doutant de la capacité du pays à mener à bien un projet aussi complexe.
Le projet démarre en 2011 et a pour but de développer un avion multirôle qui sera en service dans les deux pays en 2020. L'expertise de l'américain Lockheed-Martin est sollicitée par la Corée du Sud qui mobilise aussi le travail de seize universités, onze laboratoires et près de 500 sous-traitants.
En novembre 2019, il est prévu que le premier prototype d'avion de combat KF-X devait être déployé au cours du premier semestre 2021. Le premier vol d'essai devait être mené un an plus tard. Les vols d'essai devraient être achevés au premier semestre 2026. En parallèle, KAI produira six des premiers avions de combat KF-X cette année-là.
L'assemblage du prototype d'avion sur sa chaîne d'assemblage de Sacheon débute le 3 septembre 2020.
Le budget total du programme est à environ 8 800 milliards de wons (7,56 milliards de dollars). Les gouvernements sud-coréen et indonésien couvrent respectivement 60 % et 20 % du budget, tandis que les groupes de défense sud-coréens financent 20 %. Toutefois l'Indonésie n'effectue pas tous les paiements attendus et sa participation est réduite. Les Émirats arabes unis manifestent un fort intérêt pour le programme.
La Corée du Sud débute l’assemblage du premier prototype en septembre 2020, il est dévoilé le 9 avril 2021 au cours d'une cérémonie en présence du président Moon Jae-in. Il est nommé officiellement KF-21 Boramae et son premier vol à lieu depuis l'aéroport de Sachéon le 19 juillet 2022. On annonce un total de 2 000 vols d'essais.
Le 17 janvier 2023 le prototype a pour la première fois franchi Mach 1 en passant la vitesse de 1 224 kilomètres à l'heure à l'altitude de 40 000 pieds.
120 appareils sont commandés pour les forces aériennes sud-coréennes, livrables avant 2032, la constructions en série débute en 2024.

## Spécifications
- Avionique
  - Liaison de données tactiques
  - Radar à antenne active
  - Veille infrarouge

- Armement
  - Intégration du missile air-air Meteor[10]

- Motorisation

Le prototype du KF-21 est équipé de deux turboréacteurs F414-400K construits sous licence par Hanwha Techwin.